# Pelecorhynchus mirabilis
Pelecorhynchus mirabilis är en tvåvingeart som beskrevs av Taylor 1917. Pelecorhynchus mirabilis ingår i släktet Pelecorhynchus och familjen Pelecorhynchidae. Inga underarter finns listade i Catalogue of Life.